# 성매매 법

합법화 - 성매매가 합법이며 규제됨
비범죄화 - 성매매에 대한 형사처벌 없음
폐지주의 - 성매매 합법; 업소, 포주 등 조직적 활동 불법; 성매매 규제되지 않음
신-폐지주의 - 성 구매와 제3자 개입 불법, 성 판매 합법
금지주의 - 성매매 전면 불법
지방 법률에 따라 합법 여부 다름

성매매 법의 형태는 나라마다 매우 다양하다. 나라 안에서 사법관할별로 다른 경우도 있다. 한 극단에서 성매매(또는 성 노동)는 합법이고 직업의 하나로 여겨지지만 다른 극단에서는 사형에 처할 수 있는 범죄다.
많은 사법관할에서 성매매, 즉 합의한 성관계를 화폐, 재화, 서비스 또는 기타 혜택과 상업적으로 교환하는 것은 불법이다. 합법인 경우에도 공공장소에서의 호객, 업소 운영, 포주와 같은 부수적 활동은 불법일 수 있다. 성매매가 합법인 사법관할 중에는 성매매에 대한 법적 규제가 있는 곳과 그렇지 않은 곳이 있다. 성매매가 범죄인 경우에도 기소 대상이 성 노동자, 구매자, 또는 양쪽 모두인 곳으로 구별된다.
성매매는 인권침해의 한 형태이자 인간의 존엄과 가치에 대한 공격으로 비난받아 왔다. 하지만 다른 생각을 가진 사람들은 성매매가 성 활동과 화폐, 재화를 거래하는 정당한 직업이라고 주장한다. 한쪽에선 개발도상국의 여성들이 특히 성 착취와 인신매매에 취약하다고 생각한다. 반면 다른 쪽에선 이런 사례를 합의한 성인 간 이루어지는 성 산업과 구별하고 성 서비스를 팔고 사는 행위가 인권침해가 아니라고 말한다.

## 같이 보기
- 성노동자의 권리